# Rose Beuret

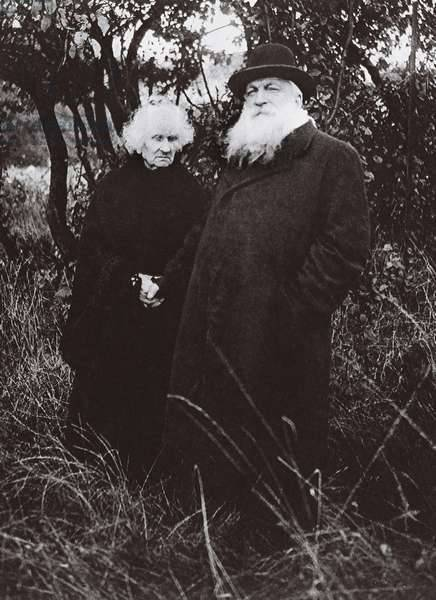
Rose Beuret en Auguste Rodin (1916)

Rose Beuret, (9 juni 1844 – Meudon, 16 februari 1917) was de levenspartner van en veelvuldig model voor de beeldhouwer Auguste Rodin.

## Levensloop
In 1864 leerde Rodin de jonge naaister Rose Beuret kennen. Zij bleef zijn levenslange partner, met wisselende toewijding wegens de maîtresses die Rodin erop na hield, onder meer Camille Claudel, met wie hij een langdurige verhouding had.
In 1866 werd Auguste-Eugène Beuret geboren (1866-1934). Rodin erkende zijn buitenechtelijke zoon nooit en bekommerde zich niet om zijn opvoeding. Ook Rose voedde de jongen niet op, die aan opeenvolgende kennissen van het koppel werd toevertrouwd. Auguste-Eugène stond later nochtans vaak model voor zijn vader en ook onderhield hij het atelier wanneer de beeldhouwer afwezig was.
Rodin huwde met Rose enkele weken voor haar dood in 1917. Later dat jaar stierf hij ook zelf. Beiden liggen begraven bij hun villa die nu het Rodinmuseum is.

## Rose Beuret als model (selectie)
- Beeld van het gezicht van Rose in marmer (rond 1898) in het Rodinmuseum, Parijs[4]
- Buste van Rose Beuret met strohoed: 'Jeune fille au chapeau fleuri' (1865)[1][3]
- Masker van Rose Beuret (1880-1882) in het Philladelphia museum of Art[5]
- Mignon (Bronzen buste van Rose Beuret), 1867–1868[6]
- Masque de l'Alsacienne (Rose Beuret) in het Rodinmuseum
- Bellone, of Rose als Romeinse oorlogsgod

## Galerij

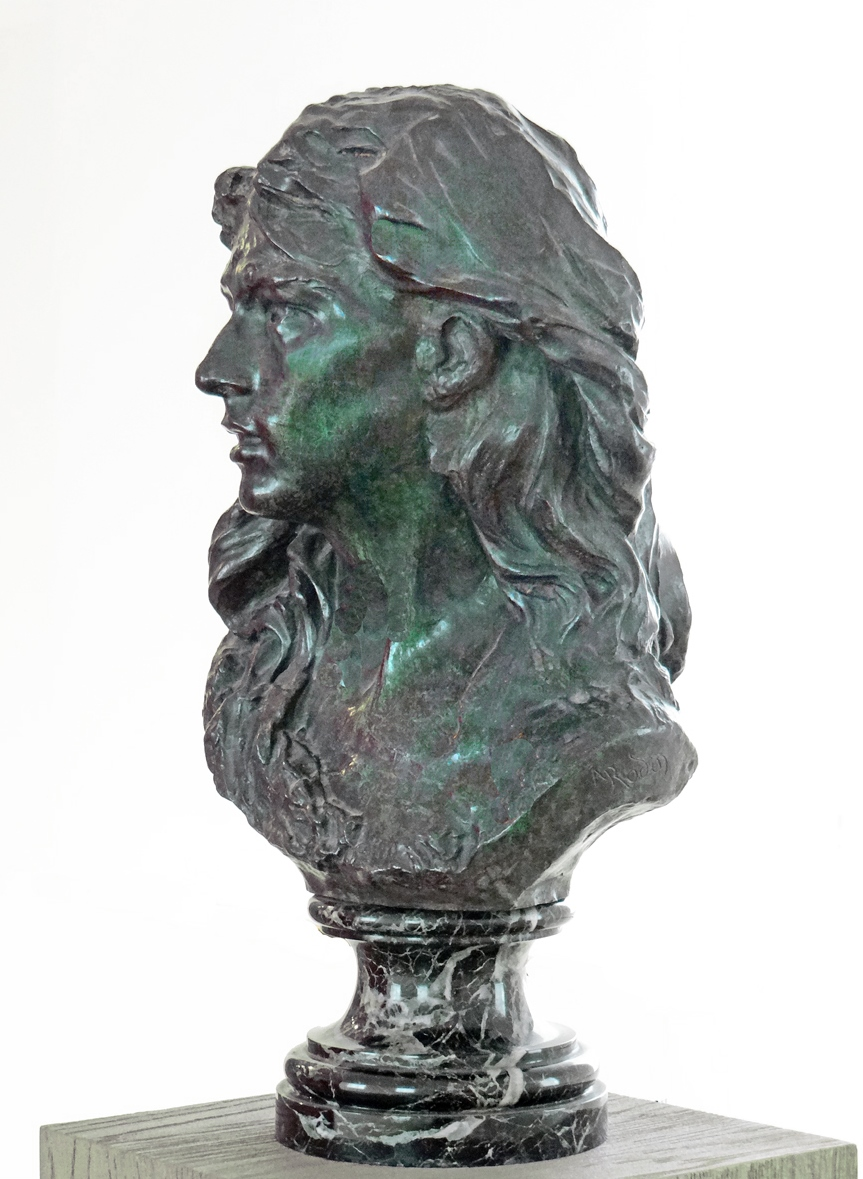
Mignon
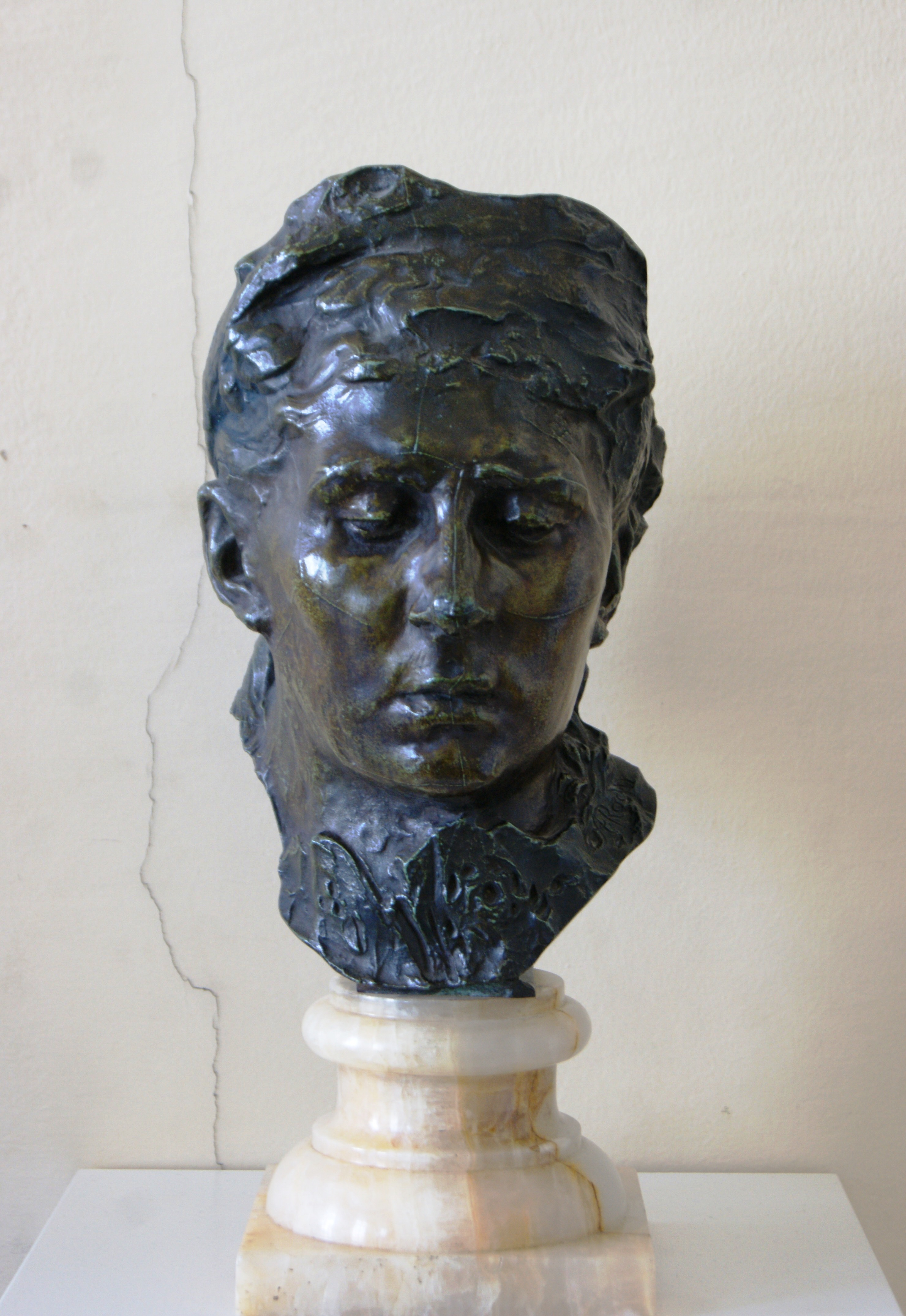
Masque de L'Alsacienne
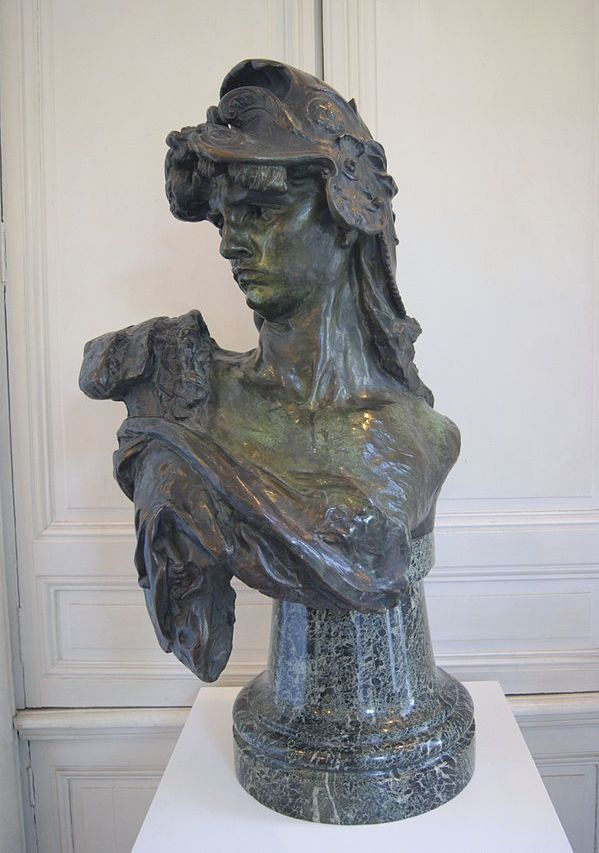
Bellone
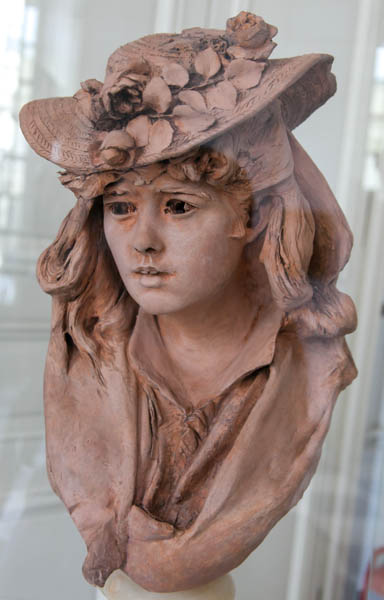
Jeune Fille au chapeau fleuri